# Рокета е Кроче
Рокета е Кроче (итал. Rocchetta e Croce) је насеље у Италији у округу Казерта, региону Кампанија.
Према процени из 2011. у насељу је живело 255 становника. Насеље се налази на надморској висини од 440 м.

## Становништво
| 1931. | 1936. | 1951. | 1961. | 1971. | 1981. | 1991. | 2001. | 2011. |
| ----- | ----- | ----- | ----- | ----- | ----- | ----- | ----- | ----- |
| 770   | 853   | 890   | 788   | 581   | 620   | 600   | 524   | 463   |